# Novembre 1795

## Événements
- Combat de Dourdain.
- Deuxième combat de La Gravelle.
- Combat de Saint M'Hervé.

- 4 novembre : combat d'Elven.

- 7 novembre : combat de Saint-Marc-le-Blanc.

- 8 novembre :
  - bataille de Mouilleron-le-Captif.
  - Combat de Tremblay.

- 8 novembre : combat de La Verrie.

- 18 novembre : Sedition Act, punissant sévèrement toute propagande « séditieuse » en faveur des révolutionnaires français au Royaume-Uni[1].

- 22 novembre : victoire française sur l'Autriche à la bataille de Loano[2].

- 23 novembre : bataille des Landes de Béjarry.

- 25 novembre :
  - abdication de Stanislas Poniatowski[3]. Il est mis en résidence surveillée à Grodno, puis est autorisé à se retirer à Saint-Pétersbourg où il meurt en février 1798.
  - Bataille des Landes-Genusson.

- 27 novembre :
  - le capitaine James Mortlock « découvre » sur le Young William les îles Mortlock (aujourd'hui Satowan), lors d'une traversée entre Port Jackson et Canton[4].
  - Bataille de Saint-Denis-la-Chevasse.
  - Bataille de la Vieuville.

## Naissances
- 2 novembre : James K. Polk, Président des États-Unis († 1849).
- 8 novembre : Albert Gottfried Dietrich (mort en 1856), botaniste allemand.
- 16 novembre : Ferdinand-François-Auguste Donnet, cardinal français, archevêque de Bordeaux († 23 décembre 1882).

## Décès
- 15 novembre : Charles Amédée Philippe van Loo, peintre français (° 25 août 1719).